# Fazil Ahmed
Fazıl Ahmed Paşa conocido como el “Político"  (1635- 3 de noviembre de 1676) fue un Gran Visir otomano, miembro de la familia de los Köprülü, que ocupó el cargo tras la muerte de su padre Mehmed Köprülü desde 1661 hasta su muerte en 1676. 
Políticamente siguió la misma línea que había utilizado su padre para frenar la anarquía incluyendo la utilización de la violencia contra aquel que pudiera resultar peligroso para el mantenimiento de su posición.

## Situación del Imperio Otomano
A principios del siglo XVII el Imperio Otomano ha perdido la combatividad del siglo anterior debido a las repetidas rebeliones. Mustafa I es depuesto por Osman II, joven enérgico que es consciente de que el Estado necesita reformas urgentes, pero cuando quiere reorganizar a los jenízaros provoca una rebelión, es hecho prisionero y estrangulado en mayo de 1622. Mustafa I vuelve al poder pero es nuevamente derrocado. 
Su sucesor es Murad IV que solo tiene 12 años, lo que agrava la anarquía. Los Grandes Visires no tienen autoridad, las tropas se rebelan, en Anatolia empieza una guerra civil y el Imperio safavida invade Mesopotamia y entra en Bagdad. En 1632 el sultán se hace cargo personalmente del gobierno, reprime las rebeliones, impone su voluntad al ejército y derrota a los safavidas, recuperando Tabriz y Bagdad.
Murad IV muere en 1640 y su sucesor fue Ibrahim I, un loco cruel y libertino que antes de ser asesinado en 1648 pone en peligro toda la obra de Murad IV.
A Ibrahim I le sucede Mehmed IV, un niño de siete años. Con él el desorden llega a su punto culminante. La madre y la abuela del sultán se disputan el poder, los Grandes Visires se suceden sin apenas tiempo a realizar ninguna acción (nueve en cuatro años), los jenízaros no poseen ninguna disciplina, algunos gobernadores se consideran independientes, Anatolia se subleva y la guerra de Candía va por muy mal camino. 
Es entonces cuando para frenar la anarquía se solicita a Mehmed Köprülü que ocupe el cargo de Gran Visir. En cinco años (1656-1661) logra frenar la decadencia otomana y consigue que el Imperio recupere su combatividad. Su mayor logro fue entregar a su sucesor un aparato administrativo y militar bien afinado. A pesar de estos logros, el imperio necesitaba una mano fuerte, por lo que en su lecho de muerte Mehmed Köprülü recomendó a su joven hijo Fazil Ahmed.

## Su vida antes de convertirse en Gran Visir
Nacido de Köprü, Veles (ciudad), a los siete años fue llevado por su padre a Estambul, donde estudió con los académicos más destacados del momento. Tras lo que fue aupado en la jerarquía religiosa gracias a la influencia de su padre. 
En 1657 enseñaba en la escuela de Süleymaniye. pero existían rumores de que daba clases más por la influencia de su padre que por sus propios conocimientos. Estos rumores le hicieron dejar la docencia e inició la carrera en la administración del Estado.
Fazil Ahmed fue elevado a gobernador de Erzurum con rango de Visir. En 1660 fue transferido a Damasco. Su política se basó en subir los impuestos a los habitantes del lugar y eliminar el bandolerismo. Tras un año fue llamado para suceder a su padre como Gran Visir cuando este murió en octubre de 1661.

## Política interior
En política interior siguió los pasos de su padre. Con su política de incesantes campañas militares agotó las capacidades de los jenízaros de fomentar rebeliones.
Mantuvo la administración imperial en un buen estado operativo persiguiendo la corrupción. Fazil Ahmed no toleró ninguna alteración del orden público, y las pocas rebeliones que hubo las reprimió violentamente. En 1668 estallaron disturbios en Basora, en La Meca y en Egipto, pero fueron reprimidos enérgicamente.
A pesar de seguir en la política las líneas marcadas por su padre, tenía el genio más dulce y menos sanguinario que su progenitor, evitaba en su conducta la opresión y la tiranía buscando la justicia en sus acciones. Incorruptible, llevaba a tal esta conducta que bastaba hacerle un regalo para no obtener nada.
Fazıl Ahmed Paşa se opuso al fanatismo religioso. Tanto cristianos como judíos eran bien tratados y protegidos por la justicia.
Otra de sus virtudes fue la del patronazgo del arte, que durante su mandato vivió su era dorada.

## Política exterior
Fazıl Ahmed Paşa dirigió al ejército otomano en múltiples ocasiones, y a pesar de que no fue un genio militar, logró comandar el ejército con gran eficiencia, saliendo victorioso en todas las guerras en las que participó a pesar de sufrir importantes derrotas.
En enero de 1662, cuando el Príncipe de Transilvania Juan Kemény murió en batalla, instaló en el trono a Miguel Apafi I. Los Habsburgo estaban inquietos porque Kemény había declarado que el Sultán no era su señor y se había aliado con el Sacro Imperio Romano Germánico. 
Al año siguiente Fazil Ahmed inició la guerra contra el Sacro Imperio capturando Ersekújvár (actualmente Nové Zámky en Eslovaquia), una fortaleza que era el mayor obstáculo para el avance contra Viena. Lideró y venció en la batalla de Köbölkút. Tomó Neuhausen (1663) y arrasó Zerinvar. Sin embargo, el ejército turco, que se encontraba a las órdenes directas de Fazil Ahmed, fue detenido por Raimondo Montecuccoli en la batalla de San Gotardo (1664). Los Habsburgo no pudieron tomar ventaja de esta batalla y tuvieron que firmar la Paz de Vasvar (1664), en la que reconocían el control turco de Transilvania.
Otro hecho importante fue la toma de la ciudad de Candía en Creta (1669), en la que Fazil Ahmed condujo al ejército en persona. Con esta victoria el Imperio Otomano se hizo prácticamente el dueño de toda la isla de Creta y pudo poner fin a una larga guerra contra los venecianos. Inmediatamente tras la toma de la ciudad, el Gran Visir dio órdenes para revitalizar la economía local y otomanizar la isla.
En 1672 Fazil Ahmed lanzó un nuevo ataque; esta vez su objetivo era la República de las Dos Naciones. Petr Doroshenko, Atamán de los Cosacos de Zaporozhia, había pedido ayuda al Sultán contra la Mancomunidad Polaco-Lituana. El Gran Visir sacó ventaja de la desunión que reinaba en el país y con un ejército de 200.000 hombres se apoderó de Podolia. El Gran Visir, acompañado de Mehmed IV y del príncipe Mustafá, dirigió las operaciones del asedio de Kamianets-Podilskyi, que fue ocupada en agosto de 1672.
La Mancomunidad Polaco-Lituana firmó el 18 de octubre de 1672 el tratado de Buczacz, en el que perdió Ucrania y Kamianets-Podilskyi y se comprometía al pago de un tributo al sultán. El tratado no fue ratificado por el Parlamento polaco y los polacos volvieron a la guerra con Juan III Sobieski a la cabeza.
Juan III Sobieski consiguió derrotar a los turcos en la batalla de Chocim en 1673. En 1675 un ejército formado por 60.000 turcos y 100.000 tártaros de Crimea fue expulsado tras la batalla de Lwow, y al año siguiente en la batalla de Zorawno otro ejército turco de 200.000 hombres al mando de Şeytan İbrahim Paşa fue vencido por un ejército de 16.000 polacos. Tras estos fracasos se firmó el Tratado de Zorawno (octubre de 1676) por el que aceptaron devolver la Ucrania Polaca pero siguieron reteniendo Podolia.

## Muerte de Fazıl Ahmed Paşa
Fazıl Ahmed Paşa falleció en Karabeber el 3 de noviembre de 1676 a los 41 años mientras viajaba de Estambul a Edirne, víctima de un ataque de hidropesía y de los excesos de la bebida. Durante su mandato el Imperio Otomano alcanzó su máxima expansión.
Le sucedió Kara Mustafá, cuñado y compañero de la infancia de Fazıl Ahmed Paşa. 